# Morād Beygī
Morād Beygī (persiska: مراد بیگی) är en ort i Iran.   Den ligger i provinsen Khuzestan, i den centrala delen av landet, 500 km söder om huvudstaden Teheran. Morād Beygī ligger 126 meter över havet och antalet invånare är 154.
Terrängen runt Morād Beygī är platt. Runt Morād Beygī är det ganska tätbefolkat, med 58 invånare per kvadratkilometer. Närmaste större samhälle är Rāmhormoz, 13,4 km nordost om Morād Beygī. Trakten runt Morād Beygī är ofruktbar med lite eller ingen växtlighet.